# Walter Demmering
Walter Demmering (* 2. Oktober 1872 in Großzössen; † 14. Dezember 1940 in Leipzig) war ein deutscher Politiker (Deutsche Demokratische Partei) und Unternehmer.

## Leben
Er war der Sohn eines Rittergutsbesitzers. Nach dem Besuch des Realgymnasiums studierte er an der Technischen Hochschule und promovierte zum Dr. phil.
Walter Demmering lebte als Fabrikbesitzer in Glauchau, betrieb eine Mühle in Golzern und war ab 1920 Abgeordneter des Sächsischen Landtages für die Deutsche Demokratische Partei.
1932 trat er dem Rotary Club Zwickau-Glauchau bei, dessen Präsident er 1934 wurde. Sein Grabmal befindet sich auf dem Friedhof von Döben bei Grimma.